# Radio Maria Nederland
Radio Maria Nederland is een Nederlandse katholieke radiozender die sinds 1 februari 2008 uitzendt. De zender zendt uit via DAB+ en internet (via de website en een app). De Nederlandse zender maakt deel uit van Radio Maria, een wereldwijd netwerk van katholieke radiostations.
Radio Maria zendt dagelijks de getijden, het rozenkransgebed en de H. Mis uit.  Ook worden er lezingen, interviews en muziek uitgezonden.
In de gehele programmering staan liturgie, gebed, bezinning en geloofsonderricht centraal.
Het kenmerkende van Radio Maria is dat de zender bestaat dankzij de donaties van luisteraars. Naar de wet is Radio Maria Nederland een landelijke commerciële omroep, maar in de praktijk is het een non-profitorganisatie.

## Geschiedenis
Aanvankelijk zond Radio Maria Nederland uit op de middengolf, en wel op 675 kHz, een frequentie die was overgenomen van Arrow Classic Rock. In augustus 2008 werd de Belgische priester Stefaan Van Calster programmadirecteur van de Nederlandse zender. In februari 2010 volgde de Belgische pater Stefaan Lecleir hem op. Pater Elias Leyds, broeder van Sint Jan, nam in september 2013 het stokje over. In december 2014 luidde Radio Maria de noodklok vanwege een financieel tekort. Er was twee ton nodig om het radiostation overeind te houden. In september 2015 werd de middengolfuitzendingen gestaakt omdat de zenderexploitant van de middengolfzender Lopik besloot de dienstverlening te stoppen. In april 2016 werd er opnieuw op de middengolf uitgezonden, via een zender op het missieklooster te Aarle-Rixtel. Dit stoorde de missiezusters aldaar echter, waardoor deze uitzendingen in augustus dat jaar alweer werden gestaakt. Sindsdien zijn de luisteraars aangewezen op DAB+ en de internetpagina van het station.

## Oorsprong
De oorsprong van Radio Maria ligt in Italië, waar lokale zenders van verschillende parochies hun krachten bundelden tot één netwerk. Later ging Radio Maria nationale programma's maken. Radio Maria is inmiddels op alle continenten actief, in ruim vijftig landen. De World Family of Radio Maria is de wereldwijd overkoepelende organisatie.